# Ермандо Малінверні
Ермандо Малінверні (італ. Ermando Malinverni, 30 жовтня 1919, Верчеллі — 5 серпня 1993, Модена) — італійський футболіст, що грав на позиції півзахисника, зокрема за «Модену», а також національну збірну Італії.

## Клубна кар'єра
Народився 30 жовтня 1919 року в місті Верчеллі. Вихованець футбольної школи місцевого «Про Верчеллі».
У дорослому футболі дебютував 1936 року виступами за третьолігову команду «Б'єллезе», в якій провів п'ять сезонів, взявши участь у 114 матчах чемпіонату. Згодом протягом двох років грав за «Модену», після чого ще на один сезон повертався до «Б'єллезе».
Після відновлення футбольних змагань по завершенні Другої світової війни 1945 року повернувся до «Модени», за яку провів ще чотири сезони у Серії A в статусі основного гравця середини поля.
Завершував ігрову кар'єру у команді «Аталанта», ще одній команді елітного італійського дивізіону, за яку виступав протягом 1949—1952 років.

## Виступи за збірну
1947 року провів свою єдину офіційну гру у складі національної збірної Італії.
Помер 5 серпня 1993 року на 74-му році життя у місті Модена.

## Статистика виступів

### Статистика клубних виступів
| Сезон                | Команда              | Чемпіонат            | Чемпіонат | Чемпіонат |
| Сезон                | Команда              | Ліга                 | Ігор      | Голів     |
| -------------------- | -------------------- | -------------------- | --------- | --------- |
| 1936–37              | «Б'єллезе»           | C                    | 18        | 8         |
| 1937–38              | «Б'єллезе»           | C                    | 19        | 3         |
| 1938–39              | «Б'єллезе»           | C                    | 25        | 8         |
| 1939–40              | «Б'єллезе»           | C                    | 27        | 7         |
| 1940–41              | «Б'єллезе»           | C                    | 25        | 11        |
| 1941–42              | «Модена»             | A                    | 29        | 0         |
| 1942–43              | «Модена»             | B                    | 21        | 0         |
| 1943–44              | «Б'єллезе»           | A                    | 16        | 1         |
| Усього за «Б'єллезе» | Усього за «Б'єллезе» | Усього за «Б'єллезе» | 130       | 38        |
| 1945–46              | «Модена»             | A                    | 24        | 2         |
| 1946–47              | «Модена»             | A                    | 36        | 0         |
| 1947–48              | «Модена»             | A                    | 33        | 1         |
| 1948–49              | «Модена»             | A                    | 29        | 0         |
| Усього за «Модену»   | Усього за «Модену»   | Усього за «Модену»   | 172       | 3         |
| 1949–50              | «Аталанта»           | A                    | 30        | 0         |
| 1950–51              | «Аталанта»           | A                    | 36        | 0         |
| 1951–52              | «Аталанта»           | A                    | 10        | 0         |
| Усього за «Аталанту» | Усього за «Аталанту» | Усього за «Аталанту» | 76        | 0         |
| Усього за кар'єру    | Усього за кар'єру    | Усього за кар'єру    | 378       | 41        |

### Статистика виступів за збірну
| Дата      | Місто  | Господарі | Результат | Гості  | Турнір           | Голи | Примітки |
| --------- | ------ | --------- | --------- | ------ | ---------------- | ---- | -------- |
| 9-11-1947 | Відень | Австрія   | 5 – 1     | Італія | товариський матч | -    |          |
| Усього    |        | Матчів    | 1         |        | Голів            | 0    |          |